# Pamphinette Buisa
Pas d'image ? Cliquez ici

a Compétitions nationales et continentales officielles uniquement.

b Matchs officiels uniquement.
Pamphinette Buisa, née le 28 décembre 1996 à Victoria (Canada), est une joueuse internationale canadienne de rugby à XV évoluant au poste de troisième ligne aile.

## Biographie
Pamphinette Buisa naît le 28 décembre 1996 à Victoria en Colombie-Britannique. En 2022, elle joue pour le club des Ottawa Irish. Elle n'a aucune sélection en équipe du Canada quand elle est appelée le 6 octobre 2022 pour disputer la Coupe du monde en Nouvelle-Zélande, à la suite de la blessure de sa compatriote Laura Russell.
Elle est sélectionnée pour la Coupe du monde 2025, mais se blesse en match de préparation contre l'Irlande. Elle est forfait et remplacée Julia Omokhuale.

## Palmarès
- Vainqueur de la Pacific Four Series en 2024.